# Mardebe
Mardebe  è un comune del Ciad situato nel dipartimento di Mégri, provincia di Wadi Fira.